# 八重倉孝
八重倉 孝（やえくら たかし、1961年10月8日 - ）は、日本の会計学者。早稲田大学商学学術院教授。法学士（東京大学）、MBA（コーネル大学）、Ph.D. in Accountancy（イリノイ大学）。専門は、財務会計、経営分析、国際財務会計。

## 来歴
ラ・サール中学校・高等学校を経て、1986年、東京大学法学部公法コース卒業。三和銀行を経て、1991年にコーネル大学経営学大学院修士課程修了（MBA）、2001年にイリノイ大学大学院商学研究科博士課程修了（会計学博士）。この間、国際大学大学院や筑波大学の講師や、名古屋市立大学大学院・東北大学大学院・千葉大学・埼玉大学大学院・武蔵大学・早稲田大学大学院の非常勤講師等を務め、2004年から法政大学経営学部教授。2015年9月から現職。
米国公認会計士（イリノイ州・Registered CPA、ワシントン州・CPA-Inactive）、日本証券アナリスト協会検定会員の資格を持つ。米国会計学会、米国公認会計士協会、日本ファイナンス学会、日本証券アナリスト協会、日本会計研究学会等に所属。
『会計プログレス』編集委員（2003年-2006年）、『証券アナリストジャーナル』編集委員（2004年-2006年）、IASB/FASB Joint International Group 委員（2004年- ）、ASBJ財務諸表表示専門委員会 委員（2008年- ）、ASBJ基本概念専門委員会 委員（2006年- ）、ASBJ概念整理プロジェクト委員（2003年-2004年）、ASBJ業績報告プロジェクト委員（2003年）、日本証券アナリスト協会 証券アナリスト試験委員（2004年- ）、日本証券アナリスト協会 証券アナリスト国際試験委員（2004年- ）、日本証券アナリスト協会 CMA改訂ワーキンググループ委員（2004年- ）、会計制度監視機構 経営会計統括士試験委員（2005年- )、会計制度監視機構 資格試験ワーキンググループ委員（2004年-2005年）、不動産鑑定士試験論文式試験 試験委員（2008年、2009年）などを務める。
米国会計学会中西部地区総会最優秀論文賞（1998年）、国際会計教育研究学会青木倫太郎賞（最優秀論文賞）（2000年）、米国会計学会国際会計部会最優秀博士論文賞（2001年）。
また2005年より2014年まで法政大学アメリカンフットボール部（法政大学トマホークス）の部長を務めた。

## 著書
- 『ディスクロージャーと企業価値』 財務会計基準機構〈ディスクロージャー基礎講座シリーズ1〉、2004年
- 企業分析入門（第2版）"パレプ他著、斎藤静樹監訳、東京大学出版会（共訳：第10-12章、ケース1件担当）、2002年